# Acalolepta boninensis
Acalolepta boninensis là một loài bọ cánh cứng trong họ Cerambycidae.